# 김형태 (법조인)
김형태(1956년 12월 4일 ~ )는 서울특별시에서 태어난 대한민국의 변호사다. 2009년 현재 법무법인 덕수 소속으로 있다. 종교는 천주교이며, 세례명은 요한이다.

## 이력
- 남대문중학교 졸업.
- 경동고등학교 졸업.
- 서울대학교 법학과 학사.
- 1981년 23회 사법시험 합격.
- 육군 법무관
- 1986년 변호사 개업.
- 1988년 민주사회를 위한 변호사 모임 창립 멤버로 첫 홍보간사를 맡음.
- 2001년 한겨레신문 고문 변호사.
- 2002년 월간지 '공동선' 발행인.
- 2003년 학교법인 덕성학원 이사.
- 2003년 방송문화진흥회 이사.
- 현 한국천주교주교회의 정의평화위원회 상임위원, 사형제도폐지소위원회 운영위원장[1]

## 주요 변론 사건
- 치과의사 모녀 살해사건
- 울산 보도연맹 사건
- 인민혁명당 재건위 유족회 손해배상 사건

## 일화
- 민주사회를 위한 변호사 모임의 창림 멤버이다.
- 리영희, 송두율 등의 국가보안법 사건 변론을 맡았다.

## 같이 보기
- 최병모
- 천주교 인권위원회
- 이용훈
- 백남해